# Avdelleró
Avdelleró (grec moderne : Αβδελλερό) est un village de Chypre de plus de 196 habitants.